# Rhagoditta susa
Rhagoditta susa är en spindeldjursart som beskrevs av Roewer 1933. Rhagoditta susa ingår i släktet Rhagoditta och familjen Rhagodidae. Inga underarter finns listade i Catalogue of Life.